# Suiriri-pequeno
O suiriri-pequeno (Satrapa icterophrys) é uma espécie de ave passeriforme pertencente à família dos tiranídeos, a única do gênero monotípico Satrapa. É nativo da América do Sul.

## Etimologia
O nome do gênero “Satrapa” deriva do latim ,significando: sátrapa, soberano persa; e o nome da espécie “icterophrys” deriva do grego “ikteros”: amarelo de icterícia e “ophrus, ophruos”: sobrancelha, significando "de sobrancelha amarela icterícia”. 

## Taxonomia
O suiriri-pequeno foi descrito pela primeira vez pelo naturalista francés Louis Jean Pierre Vieillot em 1818 sob o nome científico Muscicapa icteroprhys; tendo como localidade-tipo o Paraguai.
O gênero Satrapa foi descrito pelo ornitólogo britânico Hugh Edwin Strickland em 1844.
A proximidade desta espécie com outras é incerta; algumas vezes foi posto junto de Tumbezia e Myiozetetes com base em semelhanças de plumagem, porém o tipo de ninho, a coloração dos ovos e a morfologia da siringe não oferecem pistas taxonômicas óbvias. É monotípica.
Os amplos estudos genético-moleculares realizados por Tello et al. (2009) descobriram uma quantidade de novos relacionamentos dentro da família Tyrannidae que ainda não estão refletidos na maioria das classificações. Seguindo estes estudos, Ohlson et al. (2013) propuseram a divisão da familia Tyrannidae em cinco. De acordo com essa proposta, Satrapa permanece em Tyrannidae, na subfamília Fluvicolinae, em uma nova tribo Xolmiini junto a Agriornis, Lessonia, Muscisaxicola, Hymenops, Xolmis, Cnemarchus, Polioxolmis, Knipolegus, Neoxolmis e Myiotheretes.

## Descrição
Mede 16,5 cm de comprimento. Oliváceo por cima, mais acinzentado na coroa, com listra superciliar amarelo-brilhante e bochechas escuras; as asas são enegrecidas com duas listras cinza-pálidas, a cauda com o contorno das retrizes mais externas esbranquiçado. É amarelo-brilhante por baixo, a fêmea sendo ligeiramente mais apagada, com manchas oliva.

## Distribuição e habitat
Nidifica e é residente localmente no centro da Venezuela, também desde o norte e leste da Bolívia e centro e leste do Brasil para o sul até o norte e nordeste de Argentina, Paraguai e Uruguai; as populações do sul migram para o norte na estação reprodutiva até o sul da Bacia Amazônica, incluindo o extremo sudeste do Peru.
Esta espécie é amplamente disseminada, mas não muito comum, entre árvores e bosques espalhados, matas de galeria e montanhas, principalmente abaixo de 2000 m de altitude, podendo chegar a 2.500 m na Bolívia.

## Comportamento
Normalmente é visto sozinho, menos frequentemente em pares, empoleirado ereto e frequentemente em áreas semiabertas; nunca em bandos. Costuma abanar a cauda e levantar as asas em uma exibição curiosa. O casal fica junto o ano todo. Após o período reprodutivo, é migratório, quando convergem às centenas para a Amazônia durante os meses de verão.

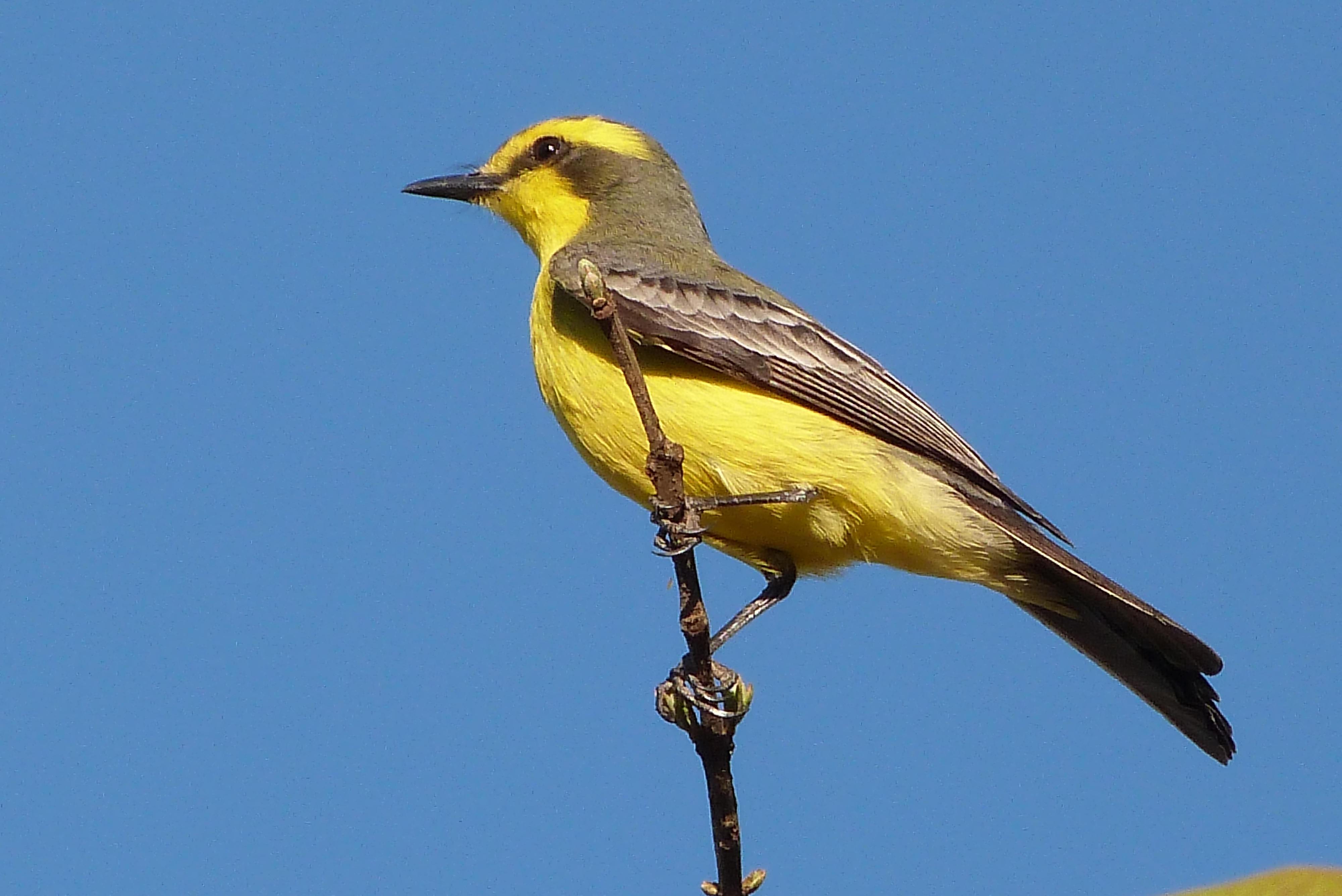

### Alimentação
Alimenta-se de insetos que captura em voos curtos entre a folhagem.

### Reprodução
Constrói seu ninho em forma de taça. O chupim (Molothrus bonariensis) frequentemente deposita seus ovos nos ninhos desta espécie, em um caso típico de parasitismo de ninhada.